# Mubi
Mubi je online placený poskytovatel filmů. V jednu chvíli vždy obsahuje pouze třicet filmů, přičemž každý den jeden vymění. Webová stránka Mubi zároveň obsahuje filmovou databázi. Web vznikl v roce 2007 pod názvem The Auteurs. Založil jej turecký podnikatel Efe Çakarel. Název Mubi si přisvojil v roce 2010. Mubi má vlastní aplikace pro iPad a Android. Počínaje rokem 2016 Mubi distribuuje filmy také v kinech, a to ve Spojených státech amerických a Spojeném království. Do kin společnost uvedla například filmy Já, Olga Hepnarová (2016), Milenec na jeden den (2017) a Záhada Silver Lake (2018).